# Microleptes spasskii
Microleptes spasskii är en stekelart som beskrevs av Humala 2003. Microleptes spasskii ingår i släktet Microleptes och familjen brokparasitsteklar. Inga underarter finns listade i Catalogue of Life.